# Tragedia de Otranto
La tragedia de Otranto tuvo lugar el 28 de marzo de 1997, cuando el barco albanés Kateri i Radës se hundió en una colisión con la corbeta italiana Sibilla (F 558) en el estrecho de Otranto y al menos 84 albaneses, de entre 3 meses y 69 años, perdieron su vidas. Los emigrantes habían sido parte de una gran migración de albaneses a Italia durante los disturbios civiles albaneses de 1997, que comenzaron después del colapso financiero de varios esquemas piramidales a gran escala. Para impedir la entrada no autorizada de inmigrantes a Italia, la Armada italiana estableció un procedimiento para abordar los buques albaneses cuando los encontraran, implementando un bloqueo de facto.

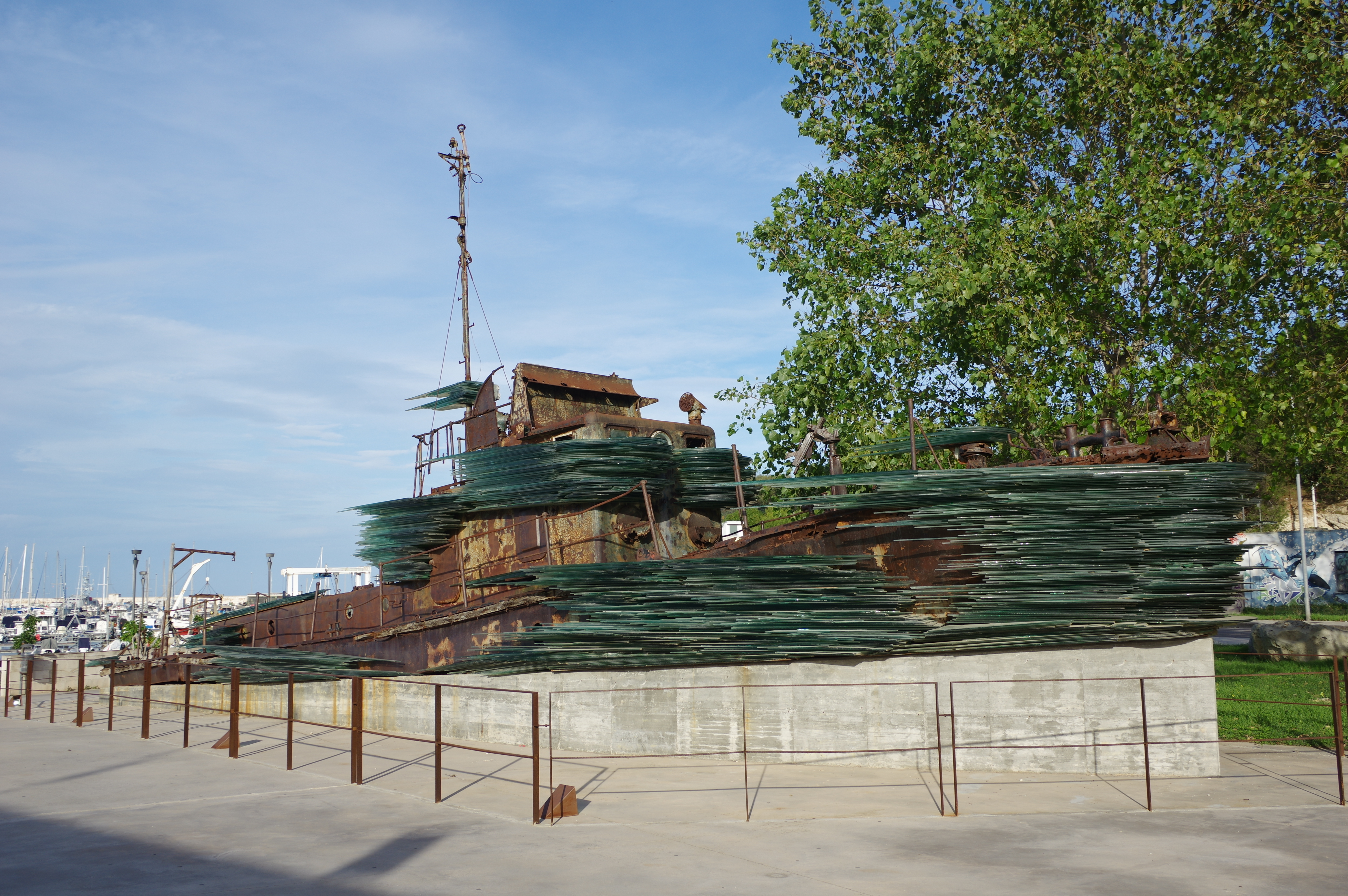
Memorial en el puerto de Otranto por el escultor griego Costas Varotsos.

Al realizar un abordaje, el buque italiano Sibilla chocó contra el Kateri i Radës y lo volcó, provocando la muerte de los albaneses. Los capitanes de ambos barcos fueron considerados responsables de "naufragio y homicidio múltiple". El evento planteó dudas sobre el alcance del poder que un Estado puede ejercer para protegerse de la entrada no autorizada. Se presentaron argumentos de que un Estado debe limitar las acciones coercitivas que sean desproporcionadas con el riesgo de entrada no autorizada. El Alto Comisionado de las Naciones Unidas para los Refugiados criticó el bloqueo italiano como ilegal, ya que se estableció únicamente mediante un acuerdo intergubernamental con Albania.